# Brentwood (New York)
Pour les articles homonymes, voir Brentwood.
Brentwood est une census-designated place du comté de Suffolk, dans l'État de New York, aux États-Unis,. En 2020, elle compte une population de 62 387 habitants.